# 合計結婚出生率
合計結婚出生率（ごうけいけっこんしゅっしょうりつ、英: Total Marital Fertility Rate、略称: TMFR）とは、既婚女性が一生の間に出産する子どもの人数。
2015年（平成27年）以降は調査されていない。

## 定義
合計結婚出生率（{\displaystyle TMFR}）は結婚持続期間別出生率（marriage-duration-specificfertillity rate、{\displaystyle MDSFR}を全結婚持続期間について合計することで得られる。{\displaystyle B}を出生数、{\displaystyle P_{m}}を有配偶（既婚）女性人口、{\displaystyle a}を結婚年齢、{\displaystyle d}を結婚持続期間とする。
合計結婚出生率は結婚持続期間を標準化した出生力指標であるが、一方で結婚年齢は標準化されていない。そのため、晩婚化をはじめとする結婚年齢分布の変化の影響は合計結婚出生率では統制されていないことに注意が必要である。仮に結婚持続期間別・結婚年齢別出生率に年次変化がなくとも、結婚年齢の分布のみが変化することで合計結婚出生率は変動する。

## 統計
1951年から2010年までの合計特殊出生率の推移。
2015年（平成27年）実施の「第15回出生動向基本調査（結婚と出産に関する全国調査）」より統計されなくなった。
| 年   | 合計結婚出生率 | 合計特殊出生率 | 普通 出生率 |
| ---- | -------------- | -------------- | ----------- |
| 1951 | 3.61           | 3.262          | 25.4        |
| 1955 | 2.82           | 2.370          | 19.4        |
| 1960 | 2.43           | 2.004          | 17.3        |
| 1965 | 2.38           | 2.139          | 18.7        |
| 1970 | 2.42           | 2.135          | 18.7        |
| 1975 | 2.15           | 1.909          | 17.0        |
| 1980 | 2.12           | 1.747          | 13.6        |
| 1985 | 2.13           | 1.764          | 11.9        |
| 1990 | 1.99           | 1.543          | 10.0        |
| 1995 | 1.79           | 1.423          | 9.6         |
| 2000 | 1.90           | 1.359          | 9.5         |
| 2005 | 1.55           | 1.260          | 8.4         |
| 2010 | 1.86           | 1.387          | 8.5         |

夫婦の出生率（合計結婚出生率）は、戦後60年代までに大きく低下し、いわゆる少産化を引き起こした。その後1966年の丙午の変動を挟んで70年代前半にやや増加したが、半ばには急落し、一旦2.1前後に落ち着いた。80年代後半から再び低下傾向となり90年代以降は2.0を下回り2005年前後に最も低くなった。